# Abgetrennte Buchstaben
Als abgetrennte Buchstaben (arabisch حروف مقطعة, DMG ḥurūf muqaṭṭaʿa) oder „isolierte Buchstaben“ bezeichnet man einzelstehende Buchstaben, die am Anfang von 29 Suren des Koran nach der Basmala stehen. Es handelt sich um einen oder eine Gruppe von Buchstaben, die nicht miteinander verbunden, sondern als einzelne Buchstaben des Alphabets gelesen werden. Sie werden auch „die Eröffnungen der Suren“ (fawātiḥ as-suwar) oder „die ersten der Suren“ (awāʾil as-suwar) genannt. Westliche Islamwissenschaftler nennen sie auch die „geheimnisvollen Buchstaben“ (Hans Bauer), „die koranischen Siglen“ (Eduard Goosens) oder die „rätselhaften Buchstaben“ (Dieter Ferchl).
Vieles spricht aus Sicht der Islamwissenschaft dafür, dass diese Buchstaben zum ursprünglichen Text des Koran gehören und von Anfang an als einzelne Buchstaben rezitiert wurden. Über 14 Jahrhunderte haben diese Buchstaben „muslimische Gelehrte verblüfft und fasziniert“, so dass es unterschiedlichste Interpretationen dieser Buchstaben im traditionellen Islam und der Islamwissenschaft gibt. Die hiesige Aufzählung der Ansätze aus dem traditionellen Islam und der Islamwissenschaft orientiert sich im Wesentlichen an den Artikeln Mysterious Letters in der Encyclopedia of the Qurʾān und al-Ḳurʾān in Encyclopedia of Islam. Die dort aufgeführten Positionen finden sich in allen gängigen Kommentaren von aṭ-Ṭabarī, as-Suyūtī, as-Samarqandī und dem Bahaitum.

## Beispiele für abgetrennte Buchstaben
Beispiele für abgetrennte Buchstaben, die am Anfang von Suren stehen, sind:
1. Alif Lām Mīm  (الم) Suren al-Baqara, Āl ʿImrān, al-ʿAnkabūt, ar-Rum, Luqman, as-Sadschda etc.
2. Alif Lām Rāʾ (الر) Suren Yunus, Hud etc.
3. Alif Lām Mīm Rāʾ (المر) Sure ar-Ra’d
4. Kāf Hāʾ Yāʾ ʿAin Ṣād (كهيعص) Sure Maryam
5. Yāʾ Sīn (يس) Sure Ya-Sin
6. Ḥāʾ Mīm (حم) Sure Fussilat etc.
7. Tāʾ Hā (طه) Sure Taha etc.

In der deutschen Übersetzung werden die Geheimnisvollen Buchstaben durch den Namen wiedergegeben, zum Beispiel lautet der Anfang der zweiten Sure: „1. Alif, Lām, Mīm; 2. Dies das Buch an ihm ist kein Zweifel möglich, …“. Beim Rezitieren des Koran werden diese als einzelne Buchstaben vorgelesen.
14 der 28 arabischen Buchstaben erscheinen als Geheimnisvolle Buchstaben, einzeln oder in Kombination mit zwei, drei oder vier anderen Buchstaben. Diese sind أ ح ر س ص ط ع ق ك ل م ن ه ي (Alif, Ḥā', Rā', Sīn, Sād, Ṭā', ʿAin, Qāf, Kāf, Lām, Mīm, Nūn, Hā', Yā'). Typische Kombinationen sind beispielsweise Alif Lām Mīm zu Beginn der Sure 2, 3, 29, 30, 31 und 32, oder Alif Lām Rāʾ zu Beginn der Sure 10, 11, 12, 14 und 15. Die Anzahl aller Buchstaben, inklusive der Suren, welche mit einem Buchstaben als Überschrift beginnen, ist 78.
Im arabischen und türkischen Sprachraum ist die Verwendung der Geheimnisvollen Buchstaben als Vornamen nicht unüblich. Beispiele hierfür sind Yasin (Sure 36) oder Taha (Sure 20).

## Interpretationsansätze in der islamischen Tradition
1. Nach as-Samarqandī fassen die Buchstaben als Kürzel die Attribute Gottes zusammen. So wird Alif Lām Mīm jeweils als Abkürzung für أنا / anā / ‚ich‘, الله / Allāh / ‚Gott‘, أعلم / aʿlam / ‚der Wissendere oder Wissendste‘ angesehen, so dass Alif Lām Mīm mit ‚Ich bin Allah, der (All-)wissende‘ gleichzusetzen ist[8]
2. Direkt als Abkürzung für die Attribute Gottes, zum Beispiel Alif Lām Rāʾ für ar-raḥmān, der Barmherzige[4]
3. Nach Rumi kann man die Buchstaben mystisch deuten, in ihnen die Kraft der Offenbarung Gottes konzentriert sehen, die im Herzen der Gläubigen geistige Wahrheiten hervorbringt. Rumi vergleicht die Buchstaben mit dem Stab Mose und dem belebenden Odem Jesu bzw. Gottes[9]
4. aṭ-Ṭabarī und mit ihm auch as-Samarqandī und as-Suyūtī zitieren Hadithe, die nahelegen, dass diese Geheimnisvollen Buchstaben Hinweise auf die Dauer der Sendung des Islam bis zum Jüngsten Gericht deuten lassen.[10] Unter anderem führen sie einen Hadith an, in dem der Prophet Mohammed von seinen Zeitgenossen nach der Lebensdauer seiner Gemeinde[11] gefragt wird. Es entwickelt sich ein Dialog, in dessen Verlauf die Zeitgenossen zunächst den Propheten fragen, ob die Zahlenwerte[12] der Geheimnisvollen Buchstaben am Anfang der zweiten Sure Alif Lām Mīm die Lebensdauer der islamischen Gemeinde bedeuten. Der Prophet lächelt und zitiert die Buchstaben am Anfang der dritten Sure. Das geht so weiter, bis der Prophet die ersten sieben Suren, die mit Geheimnisvollen Buchstaben beginnen, genannt hat und anschließend schweigt.[13]

1. Manche führenden Kommentatoren legen sich nicht genau fest. So schreibt zum Beispiel as-Suyūṭī in seinem sehr bekannten Kommentar, dass Allah selbst am besten weiß, was er hiermit beabsichtigt.[14] An anderer Stelle trägt as-Suyūṭī weitere Interpretation zusammen und macht sie auch als Auffassungen anderer Gelehrter kenntlich, so zum Beispiel, dass Gott damit den Propheten und seine Zuhörerschaft ansprechen und deren Aufmerksamkeit auf sich ziehen wollte[15]
2. In den 1990er-Jahren hat Rashad Khalifa, der in seiner Arbeit[16] eine bestimmte mathematische Ordnung des Koran auf Basis der Primzahl 19 herausstellt, auch als „Korancode“ bekannt, für Aufsehen gesorgt. Die Zusammenhänge, in denen er einen Beleg für die Unnachahmlichkeit des Koran sieht, werden in der wissenschaftlichen Literatur kritisch angesehen.[17] So sagt er, dass 29 Suren des Koran mit Geheimnisvollen Buchstaben beginnen, dass es in diesen Suren 14 dieser Buchstaben gibt, und dass es vierzehn verschiedene Kombinationen dieser Buchstaben gibt. 29+14+14 ergibt 57, was durch 19 teilbar ist.

## Interpretationsansätze in der Islamwissenschaft
Manche Orientalisten wie Welch sehen in den Buchstaben Symbole für das arabische Alphabet. Damit kann man zwar an die Aussage, dass der Koran in „deutlicher arabischer Sprache“ offenbart wurde, anknüpfen, aber nicht erklären, warum diese Buchstaben am Anfang der Suren stehen. Andere Orientalisten sehen in ihnen Abkürzungen für bestimmte arabische Wörter oder Kontraktionen der Namen der Suren. Wiederum glauben andere, dass diese Buchstaben eine Rolle bei der Redaktion und Zusammenstellung des Textes des Koran hatten. Nöldeke und Hirschfeld hielten die Buchstaben für Namenszeichen der Besitzer der verschiedenen Koran-Manuskripte aus dem Umfeld des Propheten, Kāf für Abū Bakr, ʿAin für Aischa. Massey stellte in seiner Dissertation die Theorie auf, dass in den Buchstaben eine Ordnung steckt: Mīm folgt nie dem Sīn, Lām kommt nie vor Alif usw. Mittels statistischer Untersuchungen kam er zum Schluss, dass die zufällige Anordnung statistisch unwahrscheinlich („statistical improbality“) sei und fügte jedoch an, dass Statistiken lediglich Wahrscheinlichkeiten ausrechnen und nicht Tatsachen („Statistics can only calculate probabilities, not realities“). Obwohl Massey zugibt, dass die Anordnung der abgetrennten Buchstaben vor der Sure 42 seiner Theorie widerspricht, sieht er, nach dem er 2 Szenarien dafür in Betracht zieht, einen Beleg für die Theorie von Nöldeke und Hirschfeld,
In Anwendung seiner Adaption der wissenschaftlichen Standardvorgehensweise der historisch-kritischen Methode, die von ihm entwickelte syro-aramäischen Lesart des Koran, ist der Koranforscher Christoph Luxenberg zum Ergebnis gekommen, dass diese Siglen ursprünglich in syro-aramäischer Schrift geschrieben wurden und analog zu altsyrischen, christlichen Lektionaren einzelne Psalmen oder Bibelworte angeben.

## Interpretationsansätze in der Bahai-Religion
Das Schrifttum des Bahaitums interpretiert die abgetrennten Buchstaben als einen Hinweis auf das Jahr, in dem diese Religion entstand. Dazu greift sie den obengenannten Hadith auf (siehe oben unter Interpretationsansätze in der islamischen Tradition, Punkt 4) und addiert den Zahlenwert der Geheimnisvollen Buchstaben am Anfang der sieben Suren, die mit diesen abgetrennten Buchstaben beginnen. Die Summe ergibt 1267. Von 1267 muss man sieben Jahre abziehen, da Mohammed sieben Jahre vor dem Beginn der islamischen Zeitrechnung (vor der Hidschra) seine angebliche Sendung in Mekka öffentlich zu verkünden begann, so dass sich das Jahr 1260 (nach islamischer Zeitrechnung) ergibt, das Jahr, in dem die Babi-Bahai-Religion entstand.
Eine weitere Interpretation gibt Bahāʾullāh in seiner Tafel vom Lichtvers an: Eine schwarze Träne tropfte von der altehrwürdigen Feder auf die weiße, wohlverwahrte Tafel herunter, so dass daraus der Punkt (nuqta) erschaffen wurde. Aus dem Punkt entstand das alif (hat die Form eines Strichs: ا), aus dem dann die anderen Geheimnisvollen Buchstaben hervorgingen. Diese Buchstaben wurden wiederum ausgestaltet, getrennt und erneut zusammengefügt und ergaben die „Namen und Attribute“ der Schöpfung. Bahá’u’lláh gibt unterschiedliche Interpretationen der Buchstaben Alif, Lām und Mīm, die sich auf Gott (Allah), Hütertum (wilāya) und Prophetentum (nubuwwa) Mohammeds beziehen. Dabei betont er die zentrale Rolle des Alif in allen Welten Gottes.